# Schizura salvador
Schizura salvador är en fjärilsart som beskrevs av William Schaus 1928. Schizura salvador ingår i släktet Schizura och familjen tandspinnare. Inga underarter finns listade.